# Drone doom
El drone metal o drone doom es un subgénero derivado del doom metal y del metal experimental, que se caracteriza por el uso de guitarras monótonas con notas o acordes sostenidos (pedal, llamado drone en inglés).

## Introducción
En realidad el drone doom está mucho más cerca del estilo musical de la escuela experimental de drone music (correctamente llamada Drone-based-Music) que del doom metal. Sin embargo se suele identificar como drone doom a ciertos trabajos de bandas experimentales como la nativa de Seattle, Earth, que combinaron de manera exitosa el doom metal, especialmente de bandas como The Obsessed, Trouble y The Melvins, con la drone music de los pioneros experimentales Theater of Eternal Music (también conocido como The Dream Syndicate) (1965), Charlemagne Palestine (de los 70s), Eliane Radigue (70s y 80's) y otros muy en la vena minimalista experimental y underground neoyorquina del 60's y 70s que incluía sonidos tribales de culturas como los Gagaku en Japón, Didgeriddo en Australia o la música Hindustani de la India con el movimiento experimental de rock que daría luz al art rock, folk rock, glam rock e inclusive al punk. 
Generalmente influenciado por el noise y la música ambiental, se trata de un sonido que se caracteriza por mantener guitarras ditorsionadas de riffs muy graves, con nula o poca melodía, con canciones de larga duración (entre 10 y 30 minutos típicamente), ultralentas y monótonas. Algunos álbumes de este género consisten en una sola canción de larga duración como es el caso de Sun Baked Snow Cave, una colaboración entre Boris y Merzbow que dura 62 minutos. Generalmente no hay ni vocales ni batería y el ritmo escapa del sentido ordinario del término. Se le puede atribuir el subgénero al genio musical de Stephen O'Malley que, y gracias al retorno de Runhild Gammelsæter (vocalista de la banda de death/doom, Thorr's Hammer) a su natal Noruega, funda Burning Witch en 1996 y dos años después, junto con su compañero Greg Anderson, la banda clásica del subgénero, Sunn O))).

## Orígenes
Siguiendo la línea de las bandas más representativas del drone doom podemos decir que las primeras influencias de doom metal en el estilo musical minimalístico conocido como drone music, lo vemos en la banda americana Earth. Sus primeras producciones muy en la vena del doom metal de los 80's de bandas como The Melvins y The Obsessed son una mezcla de traditional doom, con riffs graves y potentes y repeticiones interminables de los acordes. Ouroboros is Broken, de su primer disco oficial Extra-capsular Extraction (1991), es una canción de 18 minutos muy en la vena de The Obsessed en donde se repiten de manera invariable 3 o 4 acordes ultralentos, de fondo un órgano da la impresión de tornarse más intenso creando el efecto de que la canción va romper su monotonía pero sin nunca lograrlo. El efecto es devastador: 18 minutos, de guitarras y teclados, opresivos e interminables en la vena de un heavy metal nunca antes oído. Nacía el drone doom bajo uno de sus perfiles más minimalistas y de vanguardia. 
Otra banda dentro de la influencia del Drone y con rastros sofisticados del Stoner Rock de Black Sabbath y The Melvins se fundaba a casi 8000 kilómetros de distancia de Earth. La banda japonesa Boris lanzaba en 1996 su primer trabajo con una canción de 65 minutos de duración, Absolutego. Se trata de una pieza absurda, minimalista hasta la desesperación que se aleja de cualquier definición de música: imaginar el sonido de turbinas de avión a lo lejos por 25 minutos para que luego por fin entren a escena batería y vocales distorsionadas, entre voces guturales, gritos y riffs muy al estilo de The Melvins por otros 15 minutos y luego regresar a un Drone lento y monorítmico dará una idea del sonido. Con Boris el drone doom trasciende al de un subgénero musical para internarse en una nueva manera de comprender el sonido y la música. Considerada como banda de doom metal por la influencia de las bandas del proto doom como Black Sabbath y el sludge metal de The Melvins en realidad se trata de una banda experimental que trasciende al doom metal para ser influencia del movimiento minimalista experimental en todos los géneros musical. Aun así escuchar discos como Absolutego o  Amplifier Worship es escuchar un Doom Metal en su vena más minimalista y desesperanzadora. 
En Suiza, una banda más con la influencia de los pioneros del black metal, Bathory y Celtic Frost, afilaba en otro sentido los ritmos drone monótonos y repetitivos. En 1990 la banda suiza Mordor (influenciados por el maestro de la literatura fantástica: J. R. R. Tolkien) se inicia en el mundo de un black metal ultralento; a diferencia de otras bandas de black/doom la banda de Scorh Anyroth y Dam Gomhory utilizaba la influencia Drone de la música medieval europea tardía con baterías tribales repetitivas en un estilo lento, monótono y épico. En 1994 lanzan el disco Dark is the Future con canciones como Les Armées de Sauron y Snippet les Armées con tambores medievales monofónicos y homorítmicos. Si bien Mordor es considerada una banda de heavy metal experimental en donde se incorporan de igual manera música clásica contemporánea, ritmos tribales y power metal, sus aportaciones minimalisticos de experimentación la colocan como una banda clásica del drone doom de la mano de Earth, Sunn O))) y Boris.

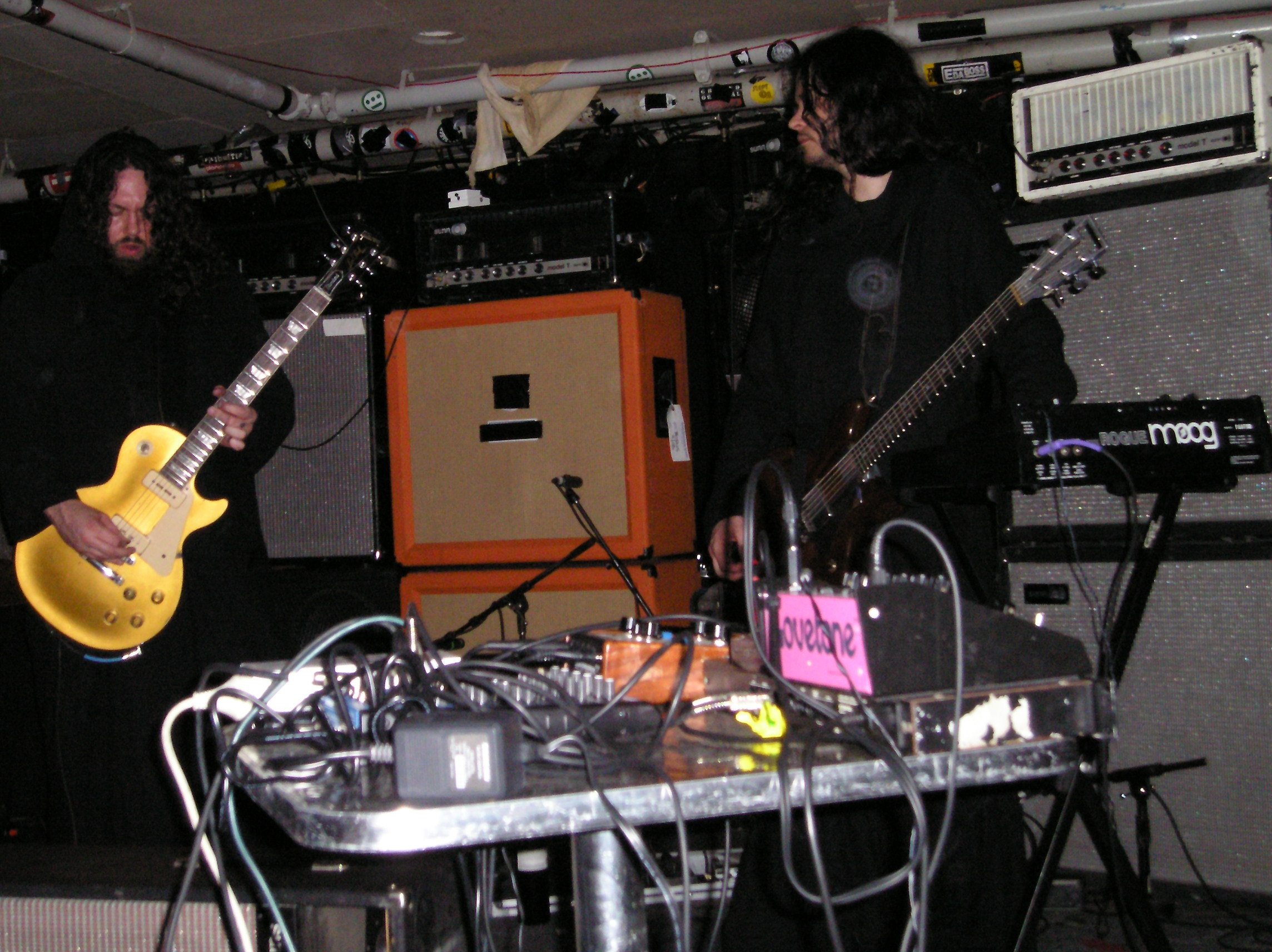
Sunn O))) en 2006. De izquierda a derecha: Greg Anderson y Stephen O'Malley.

Lo que Earth había comenzado más en un plano experimental del movimiento Drone Music, otros lo llevarían más hacia el doom metal de la segunda ola creando el auténtico sonido drone doom. Stephen O'Malley, de Seattle, Washington, se juntó con otro pionero del drone doom, Greg Anderson, en 1994 para formar una banda de death/doom llamada Thorr's Hammer junto con la noruega Runhild Gammelsæter. La banda graba un mini demo en la vena de un death/doom ultralento (muy cerca del Funeral doom) para seis semanas después desmbrarse y fundar, Stephen y Greg,  Burning Witch, ya mucho más cerca del traditional doom de Witchfinder General y The Obsessed. En Burning Witch se puede presentir el cimiento del genio de Sthephen O'Malley, donde por momentos el Noise y el Drone brillan dentro de un doom metal aún muy tradicional. Lanzan el disco Crippled Lucifer y poco tiempo después Greg Anderson saldría de la banda para formar Goatsnake, otra banda pionera del drone doom.  The Bleeder, una canción que comparten con Goatsnake, es un doom metal mucho más minimalista, con fuerte influencia del emergente sludge metal. En 1998, Stephen y Greg se juntan nuevamente para formar un proyecto alterno a Burning Witch y Goatsnake, Sunn O))), en honor a la banda Earth. Se trata de un sonido que venía madurando desde sus primeras incursiones con Thorr's Hammer y que había alcanzado la madurez necesaria para emerger: su primera producción, The Grimmrobe Demos, es un drone doom en todo el sentido de la palabra: con cuatro canciones de entre los 15 y 22 minutos, se trata de un sonido que bien se podría comparar con el que se escucha en cuarto de máquinas o el zumbido de un enorme enjambre de abejas; minimalista en todo el sentido de la palabra, canciones como Defeating: Earths' Gravity, Black Wedding y Grimm & Bear It componen un disco que vio la luz de manera original, como representante indiscutible de un subgénero que nacía para quedarse. En Sunn O))) se expone por primera vez todo el sonido del doom metal en el drone. A The Grimmrobe Demos le seguirían discos como ØØ Void, Flight of the Behemoth, White1, Veils It White, todos ellos con una fuerte carga de doom metal en sus entrañas.
En España, en 1997, la banda Drone Sphere irrumpe con una cinta auto-editada titulada 'Drone Sphere', un único tema de más de 20 minutos donde se desarrolla un drone pesado influenciado por el ambient, el Black Metal y los precursores de la música industrial. La banda cambia su nombre a Like Drone Razors Through Flesh Sphere en 1998, publicando hasta nuestros días más de 30 referencias en diferentes sellos independientes. Habitualmente son ediciones hechas a mano y limitadas, entre las que destacan 'Meditation', 'Decrepitude', 'Dronerexia', 'Alone with God', 'Mankind in amnesia', 'Seismik electrik magick' o su álbum sin título de 2011. Ese mismo año, en 2011, el sello Black Mass Records publica una recopilación de sus primeras grabaciones, 'MCMXCIX/MMIV', en formato de cuádruple cinta, que pone fin al primer ciclo de la banda, centrada hoy en día en actuaciones en directo. Esta no es la primera recopilación editada por la banda, ya que en 2007 el sello australiano Goatowarex edita la recopilación 'Ex Nihilo Nihil, Ad Nihilum Nihil Posse Reverti' en compact disc, calificada en una lista de la revista The Wire como una de las mejores ediciones de ese año. Su última edición hasta la fecha es una cinta compartida con la banda española Of Darkness, bajo el título 'Scorpiace', editada en 2012 por Black Mass Records.

## En la vena del drone doom
El drone doom se debate entre dos ramificaciones del movimiento minimalista conocido como drone music, por una parte está el movimiento liderado por Earth o Boris en donde se percibe la influencia drone más noise y psicodélica de bandas del movimiento experimental como The Velvet Underground o The Dream Sindicate, con ruidos que asemejan cuartos de máquina o zumbidos y por el otro ruidos monótonos y repetitivos de culturas ancestrales representados por bandas como Trollmann Av Ildtoppberg o Mordor. Mientras que Earth y Boris (cada uno con más de 15 producciones discográficas en su haber) son figuras indiscutibles del movimiento experimental minimalista, Sunn O))) continua en la vena de un doom metal minimalista y puro. 
Sin embargo en realidad en drone doom se disuelve entre el mundo de la música experimental y más que de hablar del drone doom como subgénero musical podemos hablar de momentos Drone en canciones de bandas de culto del doom metal como Goatsnake (que es la descendiente de los clásicos The Obsessed), los británicos Jesu, los polacos Moonn, los americanos Pelican, los chilenos Throudos, etc.